# Кушк (Исфахан)
Кушк (перс. کوشک‎) — город в центральном Иране, в провинции Исфахан. Входит в состав шахрестана Хомейнишехр. По данным переписи, на 2006 год население составляло 11 264 человека.

## География
Город находится в южной части Исфахана, в гористой местности, на высоте 1598 метров над уровнем моря.
Кушк расположен на расстоянии приблизительно 10 километров к западу от Исфахана, административного центра провинции и на расстоянии 330 километров к югу от Тегерана, столицы страны. Ближайший аэропорт расположен в городе Исфахан.